# Gustavo Durán Martínez
Gustavo Durán Martínez (Barcelona, 14 de noviembre de 1906-Atenas, 25 de marzo de 1969) fue un compositor, militar, espía y escritor español perteneciente a la generación del 27. También fue diplomático y funcionario de las Naciones Unidas.
En su juventud coincidió con un gran número de artistas e intelectuales, aunque abandonaría su inicial y prometedora carrera musical. Durante la guerra civil española tuvo una participación destacada, llegando a mandar varias unidades militares del Ejército republicano. Tras el final de la contienda, marchó al exilio y se instaló en los Estados Unidos, donde inició una vida, llegando a trabajar para el Departamento de Estado de EE. UU. como diplomático y, posteriormente, para la ONU.
Es padre de la poetisa Jane Durán.

## Biografía

### Primeros años
Nació en Barcelona en 1906. A los 17 años, como alumno del Real Conservatorio de Madrid, se instaló en la célebre Residencia de Estudiantes. Pianista y compositor discípulo de Manuel de Falla y Joaquín Turina, durante su etapa madrileña trabó una estrecha amistad con Luis Buñuel, Salvador Dalí, Pepín Bello y Federico García Lorca.
Posteriormente, durante su estancia en París, donde fue alumno de Paul Dukas y Paul le Fleur, mantuvo contacto con diversas personalidades: el escritor cubano Alejo Carpentier o el escritor norteamericano Ernest Hemingway; también conoció a Anaïs Nin y al soviético Ilya Ehrenburg. En 1927, Antonia Mercé «La Argentina», célebre danzarina y coreógrafa y musa de la vanguardia musical española, le estrenó su ballet El fandango de candil. Sorpresivamente, en 1933 Durán dio por terminada su carrera musical, aunque seguiría componiendo privadamente. Ese mismo año regresó a Madrid, donde pasó a trabajar para la sección española de Paramount Pictures en el doblaje de varias películas. En un viaje a las Islas Canarias fue modelo del pintor canario Néstor Martín-Fernández de la Torre para su gran obra, Poema del Atlántico, que cuelga en los muros del Museo Néstor. Por estas fechas, Rafael Alberti lo atrajo al compromiso político. Antes del estallido de la guerra civil, Durán fue una de las principales figuras de «La Motorizada», como se conocía a la sección motorizada de las juventudes socialistas que estaba relacionada Indalecio Prieto.

### Guerra civil española
Al estallar la guerra civil española en 1936 rápidamente se alistó en las milicias republicanas, ocupando posiciones en las milicias comunistas del Quinto Regimiento. En 1936 se convirtió en jefe de Estado Mayor del general Kleber, en la XI Brigada Internacional. A finales de 1936 participó en la Defensa de Madrid, donde se logró detener a los militares sublevados. Allí se volvió a encontrar a Ernest Hemingway, quien lo cita por su nombre en su novela ¿Por quién doblan las campanas?. El escritor André Malraux también se inspiró en él para el personaje "Manuel García" en su novela L'espoir ("La esperanza").
Después del fracaso de las fuerzas sublevadas en Madrid, éstas intentaron rodear la capital por los flancos. Durán participó en la Tercera batalla de la carretera de La Coruña, al mando de la 69.ª Brigada Mixta, haciendo frente a las ofensivas sublevadas. Durante la Batalla del Jarama, fue comandante de Torrejón de Ardoz y Loeches, desde este último lugar dirigía a sus hombres, estableciendo su base de operaciones en la casa de los Luca de Tena. Contribuyó a salvar obras de arte y documentos históricos de los monasterios de la villa. A pesar del hecho de que antes de la contienda no había realizado estudios militares, Durán demostró tener unas buenas habilidades militares. A lo largo de 1937 participaría en la fallida Ofensiva de Segovia, y posteriormente, ahora al frente de la 47.ª División, intervino en las batallas de Brunete y Teruel.
Desde el verano de 1937 estuvo al frente del Servicio de Información Militar (SIM) en Madrid y la zona central, destinado en el departamento del SIM encargado de la supervisión del Ejército del Centro. En esta función estuvo apoyado por el jefe de la inteligencia soviética en España, pero contó con la oposición del en aquel entonces Ministro de Defensa, Indalecio Prieto. Fue destituido por realizar nombramientos sin tener autorización para ello y acabó volviendo a su antiguo mando militar en la 47.ª División.
En la primavera de 1938 al frente de su unidad cubrió la retirada republicana en el Maestrazgo durante la Ofensiva de Aragón. Ascendido al rango de coronel, fue puesto al mando del XX Cuerpo de Ejército, agrupación al frente de la cual participó en la defensa de la Línea XYZ. A pesar de su cercanía a los comunistas, en marzo de 1939 aceptó el golpe de Casado contra el gobierno legítimo republicano. A finales de marzo, cuando las fuerzas de Franco se aproximaban a Valencia, Durán logró salir del puerto de Gandía a bordo de un destructor británico junto a otros refugiados republicanos.

### Exilio
Al final de la guerra civil española se exilió primero a Marsella, y posteriormente pasa a Londres. Acogido en el Dartington Hall, allí contrajo matrimonio con la norteamericana Bonté Crompton, de la que tuvo a sus hijas Cheli, Jane y Lucy. En 1940 se traslada a Estados Unidos junto con su esposa.

Rubio, de bellos ojos azules, elegante hasta la afectación, seductor, expresándose en inglés, francés, italiano y alemán, con talento musical, una memoria prodigiosa y unas relaciones personales de primer nivel social, Durán debía de ser una tentación para cualquier servicio de inteligencia.
Horacio Vázquez Rial, El soldado de porcelana

Su cuñada, Belinda Crompton, era esposa de Michael Straight (1916-2004), un millonario norteamericano formado en Oxford que en 1983 confesaría en sus memorias After long silence su relación con el Círculo de Cambridge, el grupo de aristócratas británicos que espiaron para la Unión Soviética durante cuarenta años. Los Crompton y los Straight vincularon a Gustavo Durán con los círculos sociales y culturales de Nueva York y le consiguieron un trabajo en Museo de Arte Moderno, donde se reencontró con su viejo amigo Luis Buñuel, que trabajaba en la filmoteca. Durante su estancia en EE. UU. adquirió la ciudadanía norteamericana. En 1942 se trasladó a La Habana para colaborar con Hemingway y el embajador estadounidense Spruille Braden en labores de inteligencia contra agentes nazis, fascistas y falangistas en la isla; allí nacerá su hija Jane en 1944. 
En EE. UU. trabaja en la sección musical de la Pan America Union y se vincula activamente al Departamento de Estado bajo la presidencia de Franklin D. Roosevelt, con misiones en Cuba y Argentina. A este último país volvió en 1945, donde se reencontró con Rafael Alberti y María Teresa León, quienes le introdujeron al mundo cultural porteño, entre ellos a la inevitable Victoria Ocampo. Durante su estancia en Argentina intentó evitar que Juan Domingo Perón llegara al poder. Para ello, y en colaboración con el nuevo embajador estadounidense Spruille Braden, redactó el conocido como Libro Azul, que denunciaba los supuestos vínculos nazis con Perón y otros militares argentinos.
El senador Joseph McCarthy lo incluyó el 9 de febrero de 1950 en la lista de los 57 supuestos comunistas que trabajaban para el Departamento de Estado, entablando así un proceso judicial contra el «presunto comunista Durán». La dictadura franquista, a través de su embajada en Washington D. C., facilitó documentación que relacionaría falsamente a Durán con la comisión de varios crímenes durante la contienda, como por ejemplo los sucesos relacionados con el «Túnel de la muerte» de Usera.
Desde 1946, Durán formaba parte del cuerpo diplomático estadounidense y era funcionario en la Organización de las Naciones Unidas (ONU); a pesar de las acusaciones, fue absuelto en sucesivas investigaciones. No volvió a pisar España. Entre sus últimas amistades en la década de 1960 figuró Jaime Gil de Biedma. Durán falleció como alto representante de la ONU en Atenas; está enterrado en Creta. Su archivo fue donado al Centro de Documentación de la Residencia de Estudiantes. Su relación con la música era muy personal, no componía para las ediciones y la difusión, lo hizo para sí mismo en todos los momentos de su vida, para sus amigos cercanos, escribiendo canciones.